# Simon Schouten
Simon Schouten (Andijk, 7 december 1990) is een Nederlands voormalig marathon- en langebaanschaatser. Hij is de oudere broer van schaatsster Irene Schouten.

## Biografie
In 2011 werd Schouten kampioen in de B-competitie van het Nederlandse kampioenschappen marathonschaatsen op kunstijs. Het jaar daarna werd hij tweede op de Nederlandse kampioenschappen marathonschaatsen op natuurijs 2012. In 2012 won Schouten de klassieker De 100 van Eernewoude. In 2013 werd hij winnaar van de Alternatieve Elfstedentocht Weissensee.
Op 1 januari 2018 won hij het NK marathonschaatsen op kunstijs, een paar uur nadat zijn zus hetzelfde had gedaan bij de vrouwen. Nog geen week later werd hij Europees kampioen op de ploegenachtervolging, samen met Jan Blokhuijsen en Marcel Bosker.
Zijn laatste wedstrijd was de massastart tijdens de wereldbekerfinale in Salt Lake City op 10 maart 2019 waar hij derde werd. Op 16 augustus 2019 kondigde hij het einde van zijn schaatsloopbaan aan.

## Persoonlijke records
| Afstand      | Tijd     | Datum            | Baan           |
| ------------ | -------- | ---------------- | -------------- |
| 500 meter    | 38,33    | 12 februari 2010 | Enschede       |
| 1000 meter   | 1.15,21  | 24 januari 2009  | Heerenveen     |
| 1500 meter   | 1.48,63  | 15 oktober 2017  | Inzell         |
| 3000 meter   | 3.46,80  | 19 december 2017 | Heerenveen     |
| 5000 meter   | 6.16,76  | 10 december 2017 | Salt Lake City |
| 10.000 meter | 13.03,86 | 4 november 2018  | Heerenveen     |

## Resultaten
| Jaar | NK Afstanden                         | NK Allround           | EK Afstanden                             | Wereldbeker                               |
| ---- | ------------------------------------ | --------------------- | ---------------------------------------- | ----------------------------------------- |
| 2014 | 13e 5000m 4e massastart              |                       |                                          |                                           |
| 2015 | 14e 5000m 11e 10.000m 11e massastart | 18e (21e, 9e, 19e, -) |                                          |                                           |
| 2016 | 9e 5000m 10e massastart              |                       |                                          |                                           |
| 2017 | 17e 5000m 28e massastart             |                       |                                          |                                           |
| 2018 | 9e 5000m 6e 10.000m                  |                       | 7e 5000m · 4e massastart · achtervolging | 36e 5k/10k 4e massastart 7e achtervolging |
| 2019 | 16e 1500m 9e 5000m 21e massastart    |                       |                                          | 35e 5k/10k 6e massastart 4e achtervolging |

## Marathon
Dit overzicht is mogelijk incompleet; u kunt helpen door het uit te breiden.
2012
- De 100 van Eernewoude

2013
- Alternatieve Elfstedentocht Weissensee

2015
- KPN Marathon Cup 15 in Deventer

2017
- AB Vakwerk Marathon / Sjoerd Huisman Bokaal (KPN Marathon Cup 6) in Hoorn
- PCH Dienstengroep Marathon (KPN Marathon Cup 7) in Enschede
- Bauerfeind Marathon (KPN Marathon Cup 10) in Alkmaar
- Marathon op natuurijs in Noordlaren
- KPN Marathon Cup 13 in Deventer
- KPN Marathon Cup finale in Amsterdam
- KPN Marathon Cup eindklassement

2018
- Nederlandse titel marathonschaatsen op kunstijs
- Marathon op natuurijs in Haaksbergen
- Marathon op natuurijs in Noordlaren
- KPN Marathon Cup finale in Amsterdam

2019
- Trachitol Trophy Finale (marathonvierdaagse 4) in Groningen
- Marathon op natuurijs in Haaksbergen